# R. P. Sethu Pillai
R. P. Sethu Pillai (Tamil ரா. பி. சேதுப்பிள்ளை; * 1896 im Distrikt Tirunelveli, Britisch-Indien; † 1961) war ein tamilischer indischer Gelehrte, Schriftsteller und Professor für Tamil an der University of Madras.

## Leben
Sethu Pillai wurde 1896 in Rajavallipuram im Distrikt Tirunelveli geboren. Nach dem Jurastudium arbeitete er als Rechtsanwalt. Er zeigte Interesse für die Politik, nachdem er in Palayamkottai im Juni 1912 eine Rede von Maraimalai Adigal gehört hatte. Nach einer kurzen politischen Karriere als Vizevorsitzender des Gemeinderats von Tirunelveli wurde er Lehrer und unterrichtete von 1930 bis 1936 an der Annamalai University. 1936 wurde er Senior-Dozent an der University of Madras. Von 1946 bis zu seinem Tod 1961 folgte er Vaiyapuri Pillai als Leiter der Abteilung für Tamil dieser Universität nach. Er wurde Professor, als seine Dozentenstellung 1948 in eine ordentliche Professur umgewandelt worden ist. 1955 wurde ihm der erste Sahitya Akademi Award für tamilische Literatur für seine Aufsatzsammlung Tamil inbam verliehen. 1957 wurde er D. Litt. honoris causa. Sethu Pillai verfasste mehr als 25 Bücher, darunter eine Biografie von Bischof Robert Caldwell (Caldwell Aiyar Sarithram). Seine Kenntnisse der tamilischen Sprache trugen ihm den Beinamen Sollin Selvar („Sohn des Wortes“) ein. Sethu Pillai war seit der Gründung der Sahitya Akademi 1954 Mitglied deren beratenden Gremiums. Zudem nahm er an der Abfassung der Tamil encyclopaedia sowie des letzten Bandes des Tamil lexicons teil. Er schrieb mehrere Bücher auf Englisch, insbesondere das Dravidian comparative vocabulary sowie die Auflage von Francis Whyte Ellis’ Kommentar des Tirukkural.
Sethu Pillai verstarb im Jahre 1961. 2009 wurden seine Werke durch die Regierung von Tamil Nadu nationalisiert. Sethu Pillai hatte Mo.Pa.Si (M. P. Sivagnanam) den Titel Silambu Selvar gegeben und lobte seine Kenntnisse des Epos Silappatikaram.

## Werke
Auf Tamil
- தமிழகம் ஊரும் பேரும் (Thamizhakam urum perum)
- தமிழின்பம் (Tamil inbam)
- வேலும்வ ில்லும் (Velum villum)
- வேலின் வெற்றி (Velin verri)
- அலையும் கலையும் (Alayum kalayum)
- வழிவழி வள்ளுவர் (Vaazhi Vaazhi Valluvar)
- கால்டுவெல் ஐயர் சரித்திரம் (Caldwell Aiyar Sarithram)
- கிருஸ்தவத் தமிழ்த் தொண்டர் (Kristhuva Tamil tondarkal)
- திருவள்ளுவர் நூல் நயம் (Tiruvalluvar nool nayam)
- தமிழ்நாட்டு நவமணிகள் (Tamil nattu navamanigal)
- ஆற்றங்கரையினிலே (Arrankarayilae)
- கடற்கரையினிலே (Kattar karayilae)
- தமிழ்க்கவிதைக் களஞ்சியம் (Tamil kavithai kalanchiyam)
- வீரமா நகர் (Viramanagar)
- தமிழர் வீரம் (Tamilar veeram)
- Tenmozhigalil palamozhigal
- சொல்லின் செல்வர் (Sollin Selvar)
- மேடைப் பேச்சு (Medai Pechu)

Auf Englisch
- Ellis commentary of Tirukural
- Dravidian comparative vocabulary
- Common Dravidian proverbs and words and their significance